# Actio furti manifesti
Actio furti manifesti – w prawie rzymskim powództwo okradzionego przeciw sprawcy kradzieży (furtum) jawnej (pojmanego na gorącym uczynku).

## Charakterystyka powództwa
Skarga należała – podobnie jak actio furti nec manifesti – do actiones famosae. Należała również do skarg penalnych, gdyż zmierzała wyłącznie do ukarania sprawcy (zwrotu skradzionej rzeczy dochodzono innymi środkami). Wysokość grzywny, przy actio furti manifesti, ustalana była na czterokrotność (quadruplum) wartości skradzionej rzeczy. Przypadała ona okradzionemu, którym nie musiał być właściciel, ale osoba ponosząca ryzyko przypadkowej utraty rzeczy, np. właściciel statku, gospody, stajni, wykonawca dzieła czy komodatariusz.